# Tasiocera axillaris
Tasiocera axillaris là một loài ruồi trong họ Limoniidae. Chúng phân bố ở miền Australasia.